# Fuzion Frenzy
Fuzion Frenzy (2001) är titeln på ett spel utvecklat av Blitz Games till Xbox. Spelet innehåller 45 stycken minispel. Spelet har en uppföljare som heter Fuzion Frenzy 2 till Xbox 360.